# Arrhyton
Arrhyton – rodzaj węży z podrodziny ślimaczarzy (Dipsadinae) w rodzinie połozowatych (Colubridae).

## Zasięg występowania
Rodzaj obejmuje gatunki występujące endemicznie na Kubie (w tym na wyspie Isla de la Juventud).

## Systematyka

### Etymologia
Cryptodacus: gr. κρυπτος kruptos „ukryty”; δακος dakos „ktoś kto gryzie”, od δακνω daknō „gryźć”.

### Podział systematyczny
Do rodzaju należą następujące gatunki:
- Arrhyton ainictum Schwartz & Garrido, 1981
- Arrhyton albicollum Díaz, Fong, Salas & Hedges, 2021
- Arrhyton dolichura F. Werner, 1909
- Arrhyton procerum Hedges & Garrido, 1992
- Arrhyton redimitum (Cope, 1862)
- Arrhyton supernum Hedges  & Garrido, 1992
- Arrhyton taeniatum Günther, 1858
- Arrhyton tanyplectum Schwartz & Garrido, 1981
- Arrhyton vittatum (Gundlach, 1861)